# Illatos rózsásvarjúháj
Az illatos rózsásvarjúháj (Rhodiola rosea) a kőtörőfű-virágúak (Saxifragales) rendjébe, ezen belül a varjúhájfélék (Crassulaceae) családjába és a fáskövirózsa-formák (Sempervivoideae) alcsaládjába tartozó faj. Egyéb nevei: illatos varjúháj, rózsás varjúháj vagy rózsagyökér.
Ezt a növényt korábban a varjúháj (Sedum) nevű nemzetségbe sorolták be; újabban azonban különálló taxont alkottak meg neki és a legközelebbi rokonainak. A Rhodiola nemzetség típusfaja lett.

## Előfordulása
Az északi félgömbön az alhavasi területeken, elsősorban Oroszországban, Szibériában, az Altaj hegységben és Kína északi és délnyugati részén, de megtalálható Skandináviában, Izlandon, Kanadában, Alaszkában is. Nem vízigényes, és megél meszes vagy savanyú talajon is.

## Megjelenése
Tőrózsát alkotó levelei húsosak, zöldek, de a levélrózsa közepe felé elhalványulók, a levélcsúcsok pirosas bemosódásúak, virágai aprók, fürtökben nyílnak.

## Története
Már 1725-től jelentek meg tudományos értekezések, 1755 körül a vikingek gyakran használták fizikai erőnlétük fokozására[forrás?], de mások számára ismeretlen maradt 1931-ig, amikor dr. Utkin orosz botanikus és táplálkozáskutató újra fölfedezte. Németországban dr. Brechman kezdte meg a kutatását. 1960 óta több tanulmány is jelent meg róla. Ma már Svédországban, Norvégiában, Franciaországban is tanulmányozzák, és igen sokféle gyógyhatását fedezték fel.

## Gyógyhatása
Zöld levelei salátaként ehetők. Skandináviában, Oroszországban (főleg Szibériában) és Kínában gyógynövényként használják.
A hatásosságát vizsgáló kutatások ellentmondásosak. Vannak olyan eredmények, melyek szerint növeli a fizikai teljesítőképességet, csökkenti a szellemi fáradtságot, de ezek a kísérletek módszertanilag nem voltak kifogástalanok.
Az USA Élelmiszerbiztonsági és Gyógyszerészeti Hivatala (FDA) nem ismeri el, hogy bármely betegséget megelőzne vagy gyógyítana, emiatt néhány ilyen terméket ki is tiltott az általa felügyelt piacról. Az FDA szerint azok az állítások, hogy a növény bármely része jó a rák, szorongás, influenza, megfázás, bakteriális fertőzés vagy migrén ellen, megalapozatlanok.